# روبرت فلوريس
روبرت فلوريس (بالإنجليزية: Robert Flores)‏ هو معلق رياضي أمريكي، ولد في 7 يوليو 1970.